# EMAS
EMAS (acrònim de l'anglès Eco-Management and Audit Scheme, sistema comunitari de gestió i auditoria mediambientals) és un reglament comunitari d'ascripció voluntària per a organitzacions a la Unió Europea que reconeix les organitzacions que millorin el seu acompliment ambiental de forma contínua. El programa ha estat disponible per a la participació d'empreses des de 1995 i es va limitar inicialment a les empreses en els sectors industrials. Des de 2001, EMAS està obert a tots els sectors econòmics incloent els serveis públics i privats.
El 2009, el Reglament EMAS ha estat revisat i modificat per segona vegada. Va ser publicat el 22 de desembre de 2009 i va entrar en vigor l'11 de gener de 2010.
Igual que en la norma ISO 14001, els processos basats en la millora contínua és un requisit essencial dels sistemes de gestió EMAS amb seu al medi ambient. El procés de millora contínua és un concepte ben conegut en la gestió de la qualitat.
Hi ha més de 4.100 organitzacions legalment registrades. Executen un sistema de gestió ambiental i informen sobre el seu acompliment ambiental a través de la publicació d'una declaració mediambiental verificada de manera independent. Es reconeixen pel logotip de l'EMAS, que garanteix la fiabilitat de la informació proporcionada i un número de registre corresponent. Les organitzacions certificades abasten des d'indústries, petites i mitjanes empreses, empreses de serveis, organitzacions del sector terciari, administracions i les organitzacions internacionals (inclosa la Comissió Europea i el Parlament Europeu en si mateixos).

## Requisits
Hi ha diversos requisits que les organitzacions han de complir per registrar-se a EMAS.
1. L'organització ha de disposar d'una política en relació al medi ambient.
2. Hi ha d'haver establerta una sistemàtica de revisió de la política
3. Hi ha d'haver objectius clars de l'organització respecte al medi ambient, basats en la política medioambiental.
4. Auditories relacionades amb el medi ambient
5. Una declaració clara per l'organització pel que fa al medi ambient

## Inscripció al registre EMAS
L'organització que es vol adherir al sistema EMAS ha de tenir prèviament implantat un sistema de gestió ambiental i emetre una declaració ambiental (document que informa sobre l'impacte i el comportament ambiental de l'organització i sobre la seva millora permanent en matèria de medi ambient). El sistema de gestió i la declaració han de ser examinats per una entitat externa reconeguda, un verificador degudament acreditat (empresa acreditada per la Unió Europea per a fer aquesta funció). Un cop feta la verificació, l'organització ha de presentar la sol·licitud d'adhesió al sistema EMAS a l'organisme competent, que en el cas de Catalunya és la Direcció General de Qualitat Ambiental del Departament de Territori i Sostenibilitat de la Generalitat de Catalunya.
Per a mantenir-se al registre EMAS, les organitzacions inscrites han d'actualitzar anualment la informació de la declaració ambiental, i cal que els canvis que s'hi produeixin siguin validats per un verificador ambiental cada any. En el cas d'organitzacions petites, poden allargar la freqüència de la renovació fins a quatre anys i la freqüència d'actualització de dades fins a dos anys.